# Kirby's Dream Course
Kirby's Dream Course est un jeu vidéo de golf sorti en 1994 sur Super Nintendo, développé par HAL Laboratory et édité par Nintendo.

## Développement
À l'origine, ce jeu ne devait pas faire partie de la série des Kirby. Il devait s'agir d'un jeu de mini golf nommé Special Tee Shot. Ce n'est que vers la moitié du développement que HAL décida d'inclure des éléments du monde de Kirby.